# Black MIDI

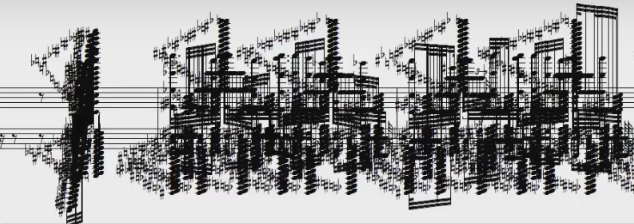
Sezione di uno spartito Black MIDI

Il Black MIDI è un genere musicale che caratterizza i file musicali MIDI composti da un numero elevatissimo di note, dell'ordine di milioni e miliardi, tanto che essi non possono essere riprodotti in alcun modo da una o più persone, ma solo da software musicali per computer. Generalmente i brani stessi vengono identificati come Black MIDI. Si definiscono blackers gli artisti che compongono tale tipologia di composizioni.

## Storia

### Gli inizi
Prima della nascita del Black MIDI vero e proprio esistevano già progetti di brani impossibili da suonare, come quelli del compositore statunitense Conlon Nancarrow e del pianista canadese Marc-André Hamelin: la sua composizione Circus Galop prevede ben 21 note da suonare contemporaneamente. Inoltre il chitarrista Frank Zappa scrisse il brano The Black Page, noto per essere ricco di note e molto difficile da eseguire. 
Il primo Black MIDI fu l'arrangiamento "U.N. Owen Was Her?" di Kuro Yuki Gohan, una musica del videogioco Embodiment of Scarlet Devil facente parte della serie Touhou Project. Fu caricato nel sito giapponese Niconico nel 2009 e in due anni il genere musicale divenne popolare in Cina e in Corea del Sud. Inizialmente i Black MIDI venivano rappresentati da tradizionali fogli di spartiti che contenevano migliaia di note: venivano creati da software MIDI come Music Studio Producer e Singer Song Writer ed erano suonati da riproduttori MIDI quali MAMPlayer e TiMidity++.

### Popolarità al di fuori del Giappone
Il Black MIDI venne conosciuto in Europa e negli Stati Uniti grazie a un video di una composizione dell'utente YouTube Kakakakaito1998 caricato online nel febbraio 2011. Poco dopo blackers di tutto il mondo produssero brani che arrivano a toccare milioni di note utilizzando una grande quantità di colori e patterns per creare complessi giochi di luci. In seguito è stato scritto il manuale Guide to Black MIDI e il sito web Official Black MIDI Wikia che hanno introdotto e fondato le norme da seguire per comporre un Black MIDI. Una delle prime tracce che superano il milione di note è quella di Necrofantasia del videogioco Perfect Cherry Blossom di Touhou Project, arrangiata dal californiano TheTrustedComputer. Generalmente il titolo di un Black MIDI riporta il numero di note di cui è composto. 
Col passare degli anni l'evoluzione dei computer ha fatto sì che si potessero produrre brani sempre più ricchi di note e mentre le prime composizioni erano legate alla cultura dei videogiochi giapponesi e degli anime si affermarono anche le riproduzioni di brani pop moderni, come Wrecking Ball di Miley Cyrus. Nonostante le migliori prestazioni degli elaboratori però, esistono ancora oggi Black MIDI che causano un rallentamento del computer: i tre brani che occupano più memoria sono Armageddon v3, TheTrueEnd e Ashes: ognuno di essi contiene il numero massimo di note consentito, ovvero circa 93 trilioni. A causa delle dimensioni importanti dei file i brani non possono essere in alcun modo riprodotti o registrati. 
L'utilizzo della lingua inglese da parte della maggior parte dei blackers ha favorito la creazione di gruppi di collaborazione, come il Black MIDI Team: in questo modo i componenti del gruppo possono discutere sulle modifiche che possono essere apportate dopo la scrittura di un brano prima di pubblicarlo. I compositori utilizzano software come Synthesia, FL Studio, SynthFont e Piano From Above per creare i propri Black MIDI. Alcuni di essi registrano il brano a una velocità bassa per poi aumentarla in base di post-produzione in modo da non sovraccaricare il processore e la memoria RAM del computer.

## Etimologia

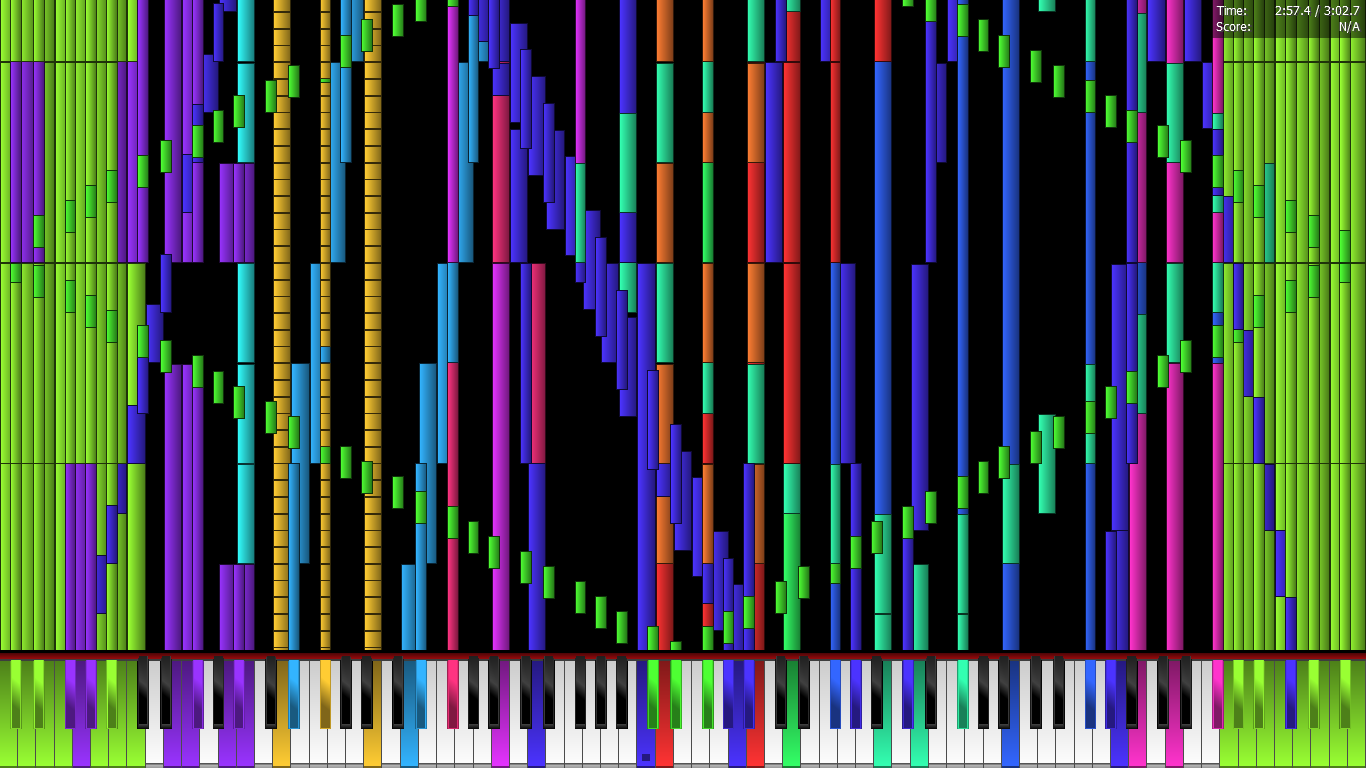
Un brano Black MIDI riprodotto su Piano From Above

Il termine "Black MIDI" deriva dalla quantità di note scritte sullo spartito di un brano: su uno spartito tradizionale la partitura apparirebbe infatti quasi completamente nera. Secondo il blacker TTC il Black MIDI era considerato più come un remix piuttosto che un genere musicale e c'era un'analogia con i giochi shoot 'em up: "tanti proiettili che non si riusciva a tenerne il conto". Il Black MIDI è considerato l'equivalente digitale dei brani di Nancarrow, tuttavia Guide to Black MIDI smentisce ciò ritenendo che i riferimenti al compositore statunitense fossero troppo antichi e che è più verosimile una nascita del genere musicale dovuta al mondo del MIDI.